# 세베로도네츠크 공항
세베로도네츠크 공항은 우크라이나 루한스크주 세베로도네츠크에 있는 폐쇄된 공항이다. 비교적 작으며 길이는 1,420m인 콘크리트 활주로가 하나 있다.
2014년 돈바스 전쟁 중 루한스크 국제공항이 파괴된 후 주를 서비스하는 주요 공항이 되었다. 2022년 러시아의 우크라이나 침공 중 공항은 세베로도네츠크 전투에서 심각하게 손상되어 사용할 수 없게 되었다.